# 시베니크 전투
시베니크 전투(크로아티아어: Bitka za Šibenik) 또는 9월 전쟁(Rujanski rat)은 유고슬라비아 인민군(JNA)이 세르브계 크로아티아인이 세운 크라이나 세르비아인 자치주(SAO Krajina)의 지원을 받아 크로아티아 국가방위군(ZNG)과 크로아티아 경찰이 맞붙은 무력 충돌이다. 이 전투는 1991년 9월 16일부터 22일까지 크로아티아 독립 전쟁 기간 중 크로아티아 시베니크시의 북쪽과 서쪽에서 벌어졌다. JNA의 초기 명령은 시내의 병영 포위를 해제하고 달마티아 지역을 크로아티아의 나머지 지역으로부터 고립시키는 것이었다. JNA의 진격은 유고슬라비아 공군과 유고슬라비아 해군의 지원을 받았다.
전투는 크로아티아의 역공으로 JNA가 시베니크 외곽에서 후퇴하면서 중단되었다. 비록 유고슬라비아군에게 시베니크 동북쪽의 드르니시 마을을 포함한 일부 영토를 잃었지만, ZNG는 시내의 여러 JNA 및 유고슬라비아 해군 시설을 점령했으며, 여기에는 수십 척의 해군 함정과 여러 해안포 포대가 포함되었다. 점령된 포대는 도시 방어를 지원하는 데 사용되었다. JNA 시베니크 주둔군은 크로아티아 관료와 JNA 간의 합의에 따라 철수했으며, 시내의 비교적 작은 JNA 초소 몇 개는 ZNG가 점령했다.
9월에서 10월까지의 전투로 크로아티아군 3명과 민간인 7명이 사망했으며, 100명 이상이 부상을 입었\다. JNA는 시베니크를 포격하여 시베니크 대성당을 포함한 수많은 건물에 피해를 입혔는데, 이 성당은 유네스코 세계유산이다. 뉴욕 타임스는 이 폭격을 크로아티아 유산에 대한 계획적인 공격의 일부로 평가했다. 도시 포격은 이후 100일 동안 계속되었다.

## 배경
1990년, 크로아티아 사회주의 공화국 정부의 선거 패배 이후 민족 갈등이 심화되었다. 유고슬라비아 인민군(JNA)은 저항을 최소화하기 위해 크로아티아의 영토방위군 무기를 압수했다. 8월 17일, 긴장은 크로아티아 세르비아인들의 공개적인 반란으로 고조되었는데, 이는 주로 세르비아인이 거주하는 크닌 주변 달마티아 내륙 지역과 리카, 코르둔, 바노비나, 동슬라보니아 일부 지역에 집중되었으며, 이는 제2차 세계 대전 중 크로아티아 독립국에서 세르비아인들이 겪었던 학살에 대한 기억과 독립 크로아티아에서 소수민족으로 살기를 원치 않았던 그들의 의지에 크게 영향을 받았다.
1991년 1월, 세르비아가 몬테네그로와 세르비아의 보이보디나, 코소보 메토히야 자치주의 지원을 받아 크로아티아 보안군을 무장 해제하기 위한 JNA 작전에 대한 유고슬라비아 대통령직의 승인을 얻으려 두 차례 실패한 후, 그리고 3월에 세르비아 반군과 크로아티아 특수 경찰 사이에 무혈 충돌이 있은 후, JNA 자체는 세르비아와 그 동맹국의 지원을 받아 연방 대통령직에 전시 권한을 부여하고 비상사태를 선포해 줄 것을 요청했다. 이 요청은 3월 15일 거부되었고, JNA는 세르비아 대통령 슬로보단 밀로셰비치의 통제 하에 놓였다. 밀로셰비치는 유고슬라비아의 보존보다는 세르비아 확장을 위한 캠페인을 선호하여 JNA를 세르비아군으로 교체하겠다고 공개적으로 위협했으며, 더 이상 연방 대통령직의 권위를 인정하지 않는다고 선언했다. 이 위협은 JNA가 유고슬라비아 보존 계획을 점차 포기하고 세르비아 확장을 지지하게 만들었다. 그 달 말까지 분쟁은 최초의 인명 피해로 확대되었다. JNA는 반군을 지원하고 크로아티아 경찰의 개입을 막았다. 4월 초, 크로아티아 내 세르비아 반란 지도자들은 자신들이 통제하는 지역을 세르비아와 함께 통합할 의사를 밝혔는데, 이는 크로아티아 정부에 의해 분리주의 지역으로 간주되었다.
1991년 초, 크로아티아에는 정규군이 없었다. 국방력 강화를 위해 크로아티아는 경찰 병력을 약 2만 명으로 두 배 늘렸다. 병력 중 가장 효과적인 부분은 3,000명의 특수 경찰이었으며, 이들은 12개 대대로 군사 단위 조직을 채택하여 배치되었다. 또한 지역적으로 조직된 9,000~10,000명의 예비 경찰이 있었다. 예비 경찰은 16개 대대와 10개 중대로 구성되었으나, 예비 병력은 무기가 부족했다. 5월, 크로아티아 정부는 크로아티아 국가방위군(Zbor narodne garde)을 창설하여 대응했지만, 1991년 9월에 도입된 유엔 무기 금수 조치로 인해 발전이 저해되었다.

## 전조
6월 말부터 7월 내내 북부 달마티아에서는 실제 전투는 없었지만 매일 무장 충돌이 발생했다. 그럼에도 불구하고 이 지역과 크로아티아 다른 지역에서 분쟁의 강도가 증가함에 따라 자다르 시 당국은 자다르에 방공호를 준비했다. 크라이나 세르브인 자치주(SAO 크라이나) 정부는 7월 11일, 자다르 지역에서 크로아티아 경찰 순찰대원이 살해된 지 하루 만에 자다르 내륙 지역에 3개의 영토방위군 부대를 동원했으며, JNA 제9(크닌) 군단은 그 달 말까지 벤코바츠의 지역 세르브인을 징집하여 병력을 강화했다. 7월 말, 미로 바레시치가 이끄는 준군사 단체가 크로아티아 국방부에 공식적으로 종속되어 벤코바츠 지역에서 여러 차례 사보타주를 감행했다. 8월 1일, 크로아티아는 ZNG 제4근위여단의 두 개 대대를 오브로바츠 근처 크루셰보에 배치했다. 이틀 후 이들은 SAO 크라이나 영토방위군 및 경찰 병력과 전투를 벌였는데, 이는 이 지역에서 크로아티아 독립 전쟁의 첫 교전이었다. 8월 26일, JNA 제9(크닌) 군단은 SAO 크라이나 병력과 공개적으로 협력하여 키예보를 공동으로 공격하여 마을의 모든 크로아티아인을 추방했다. 이 지역에서 크로아티아에게 또 다른 중대한 차질은 9월 11일 JNA의 마슬레니차 다리 점령이었다. 이로 인해 달마티아와 크로아티아의 나머지 지역을 잇는 마지막 육로가 끊겼다. 9월 11~13일, 스크라딘 지역에 대한 공격으로 시베니크의 물과 전기 공급이 끊겼다.
9월 14일, ZNG와 크로아티아 경찰은 크로아티아 통제 지역에 위치한 모든 JNA 시설을 봉쇄하고 공공시설 공급을 중단하면서 막사 전투가 시작되었다. 이 조치로 크로아티아 내 33개의 대규모 JNA 주둔지와 국경 초소, 무기 및 탄약 저장고를 포함한 수많은 소규모 시설이 봉쇄되었다. 이 봉쇄로 JNA는 새로운 상황에 맞춰 크로아티아 작전 계획을 수정해야 했다. 같은 날, 지레섬의 해안포 포대가 크로아티아군에게 점령되었는데, 이는 JNA 상급 병장 젤코 발티치(Željko Baltić) 포대 지휘관이 전향한 후였다. 이 포대는 한때 이탈리아 전함 비토리오 베네토에 달렸던 무장의 일부였던 12문의 안살도 90/53 포로 구성되었다.

## 전투 서열
JNA의 계획된 작전에는 시베니크 지역에 대한 제9(크닌) 군단의 진격이 포함되었으며, 이 군단은 달마티아를 크로아티아의 나머지 지역과 고립시키는 임무를 맡았다. 완전히 동원되어 배치 준비를 마친 이 군단은 9월 16일 ZNG에 대한 작전을 시작했다. 주요 공격 축선은 보디체를 향했으며, 자다르, 드르니시, 신 방면으로 지원 진격이 이루어졌다. 이 작전은 자다르, 시베니크, 스플리트를 공격하기 위한 유리한 상황을 조성하기 위해 고안되었다. 군단급 M-84 전차 대대와 SAO 크라이나 영토방위군의 지원을 받아, JNA 제221기계화여단(T-34 전차 대대 제외)이 공격의 주축에 투입되었다. 우익의 비오그라드나모루 방면으로의 보조 진격은 제180기계화여단에 할당되었으며, 제221여단에서 차출된 기갑 대대, 제557혼성대전차포병연대, SAO 크라이나 영토방위군의 지원을 받았다. 공격 지원은 제9혼성포병연대와 제9헌병대대가 제공했다. 제221여단은 대령 보리슬라브 주키치(Borislav Đukić)가 지휘했다. 제24(크라구예바츠) 군단에서 차출된 제46파르티잔사단의 일부 병력도 군단을 지원했다. 시베니크 병영에 주둔한 JNA 주둔군에는 상시 완전 전투 준비 태세를 유지하는 몇 안 되는 부대 중 하나인 제11해병보병여단이 포함되어 있었다.
JNA에 맞서 밀리보이 페트코비치가 지휘하는 ZNG 제113보병여단은 요시프 유라스가 이끄는 시베니크 위기센터의 총괄 통제 하에 경찰 병력과 함께 시베니크 시를 방어했다. 요시프 유키차가 지휘하는 제113보병여단 제4대대와 이반 젤리치가 지휘하는 제4근위여단 제4대대는 시베니크에서 북동쪽으로 25 km 떨어진 드르니시 지역을 경찰 중대의 지원을 받아 방어했다. 제4수비여단 제4대대는 600명의 병력으로 이 지역에서 가장 강력한 ZNG 부대였으며, 크로아티아 자료에 따르면 JNA는 드르니시에 약 1,500명의 병력을 배치한 것으로 추정된다. 9월 20일, 드르니시 지역의 모든 크로아티아 전투 병력은 루카 부이치(Luka Vujić)의 지휘를 받게 되었다. 크르카강 서쪽 강둑과 보디체 진입로는 제113보병여단 제3대대가 통제했다. 소화기는 대대 일부를 무장시키기에 충분했지만, 대대에는 중화기가 없었다.

## 전개

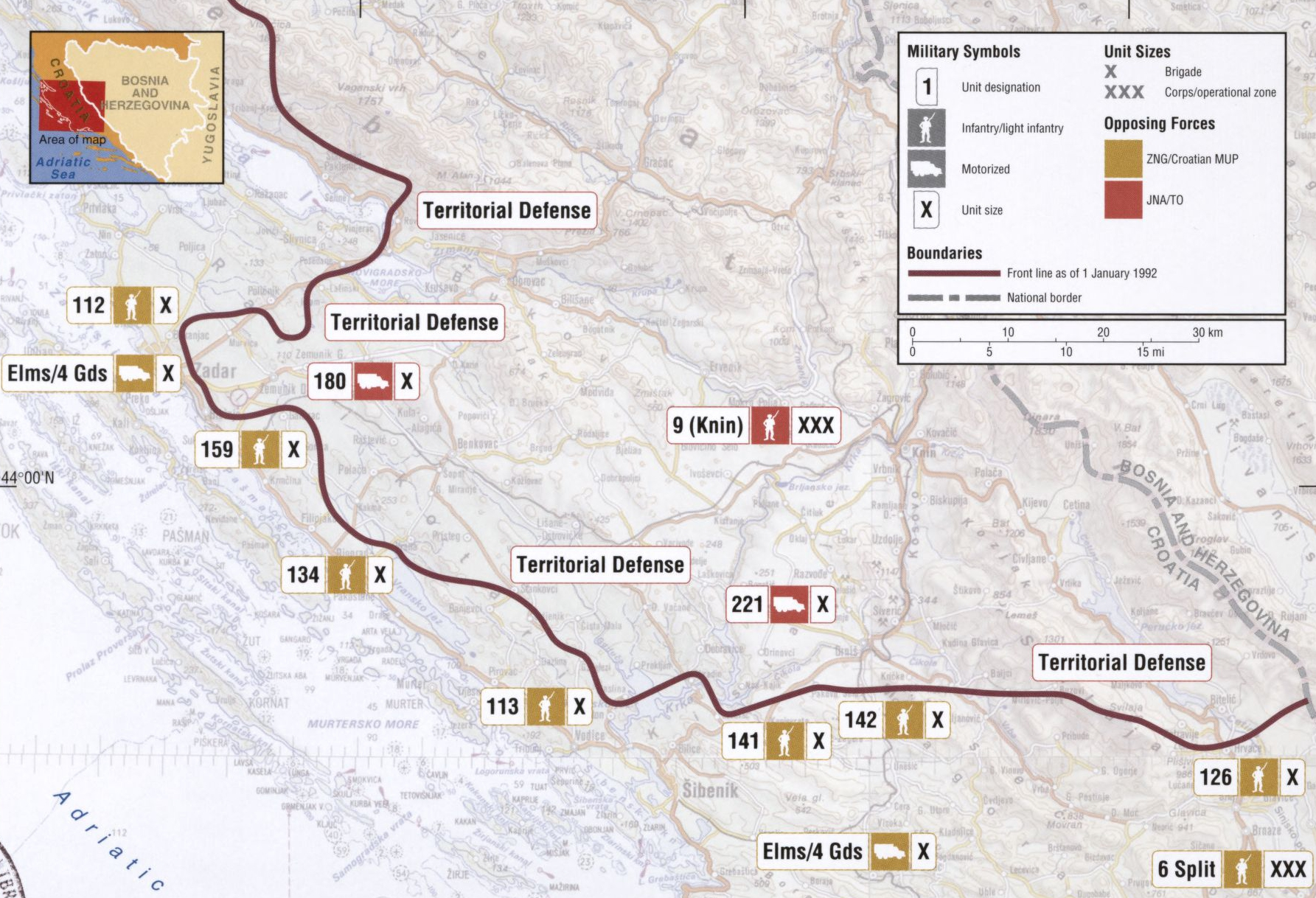
1992년 1월 북부 달마티아 상황

공격은 9월 16일 16:00(현지 시간)에 시작되었다. 좌익에서 JNA는 드르니시를 향해 진격하여 말리코보와 크리치케 마을을 점령하고 크르카강 동쪽의 드르니시-스플리트 도로인 D56 도로를 차단했다. 강 건너편에서는 JNA가 보디체와 시베니크를 향해 진격하여 서쪽에서 도시를 위협했고, 아드리아 고속도로의 390 m 시베니크 다리 서쪽까지 도달했다. 진격이 너무 빨라 ZNG 제113보병여단 제3대대 제1중대가 ZNG 주력군과 단절되었다. 그날 ZNG는 제체보 마을 근처의 100 mm 해안포 포대를 점령했다. 9월 17일까지 JNA 제9(크닌) 군단 사령관 블라디미르 부코비치(Vladimir Vuković) 소장은 ZNG와 크로아티아 경찰의 강력한 저항으로 인해 초기 배치 계획을 수정했으며, 보디체 북쪽의 JNA 병력을 저지하기 위해 인구 밀집 지역과 지형적 특징에 의존했다. 변경 사항은 병력의 일부를 드르니시와 신(Sinj)을 직접 공격하는 데 전환하고 나머지 공격 병력은 휴식을 취하는 것을 포함했다. 유고슬라비아 해군은 시베니크와 아드리아해 전체 크로아티아 해안을 봉쇄하기 시작했다.
9월 17일/18일 밤, JNA는 드르니시와 밀례브치 고원 지역의 ZNG 병력을 포위하고 파괴하도록 명령받았으며, 다른 지역에서 진격한 전선을 유지하도록 했다. 다음 날 아침, JNA는 공격의 우익인 보디체를 향해 공세를 재개했으며, ZNG는 드르니시를 포기하고 우네시치 마을로 후퇴했다. 9월 19일, ZNG는 스모크비차 섬의 JNA 88 mm 해안포 포대와 로고즈니차 근처의 "크루슈치차(Krušćica)" 병영을 점령했다. 점령된 병영에서 회수된 무기와 고스피치에서 JNA 시설 점령 후 받은 물품, 점령된 포병 장비의 사용은 ZNG의 능력을 크게 향상시켰다. 드르니시 남쪽으로의 JNA 진격은 그날 중단되었는데, 우네시치, 파코보 셀로, 지트니치 남쪽에서 ZNG의 세 차례 성공적인 기습 공격 이후였다.
JNA 명령은 9월 20일 다시 변경되었는데, JNA 제9(크닌) 군단 명령이 부제독 밀레 칸디치가 발령한 해군-해상 지구 명령으로 대체되어, 군단은 보디체 북쪽의 JNA 병력을 시베니크와 스플리트로 재배치하도록 했다. 이는 크르카강 리아스를 가로지르는 시베니크 다리를 건너야 했다. 유고슬라비아 공군의 근접항공지원을 받은 동쪽 진격은 실패했으며, 이로 인해 공군은 ZNG에 의해 항공기 4대를 격추당했다. 9월 22일, 최근 획득한 포병의 지원을 받은 크로아티아의 역공은 10:00까지 JNA를 다리에서 밀어냈다. 이로써 ZNG가 통제하는 교두보는 북서쪽으로 9 km 떨어진 가첼레지(Gaćelezi) 지역까지 확장되었다. 지레섬 포대 4문이 역공 지원을 위해 대전차포로 사용되었다.
9월 22일, 크로아티아군은 시베니크 자체 내의 JNA "쿨리네" 병영과 그곳에 주둔한 15척의 유고슬라비아 해군 함정을 점령했다. 연방 국방 장관에 따르면, 크로아티아군은 해군 시설 습격 중에 최루제를 사용했다. 또한, "벨리미르 슈코르피크" 조선소에서 다양한 단계의 오버홀을 거치고 있던 19척의 함정이 포획되었다. 유고슬라비아 해군 자산의 약 4분의 1을 구성하는 이 함정들에는 콘차르급 고속정 블라도 체트코비치(RTOP-402)(이후 시베니크 (RTOP-21)으로 개명), 오사급 미사일정 벨리미르 슈코르피크(RČ-310), 셰르셴급 어뢰정 파르티잔 II(TČ-222), 미르나급 경비정 비오코보(PČ-171), 체르(PČ-180), 두르미토르(PČ-181)가 포함되었다.
9월 23일, JNA는 드르니시와 그 주변 지역을 완전히 확보했다. 동시에 시베니크에서 자다르 전투로 초점을 전환했다. 유고슬라비아 해상 봉쇄는 같은 날 일방적으로 해제되었다. 비록 시내의 많은 JNA 시설이 ZNG에 점령되었지만, 시베니크에는 몇몇 주요 JNA 초소가 남아있었다. 여기에는 제11해병보병여단이 주둔한 "라데 콘차르" 병영, "안테 요니치" 병영, 기뢰가 저장된 "미네르스카" 탄약고, "얌냐크" 탄약고, 압수된 크로아티아 영토방위군 무기가 보관된 "라지네" 포병대대와 "두보카" 연료 저장고가 포함되었다. "두보카" 저장고는 1,410,000-리터 (310,000 imp gal; 370,000 US gal) 용량의 저장 탱크 3개로 구성되어 있었다.

## 여파

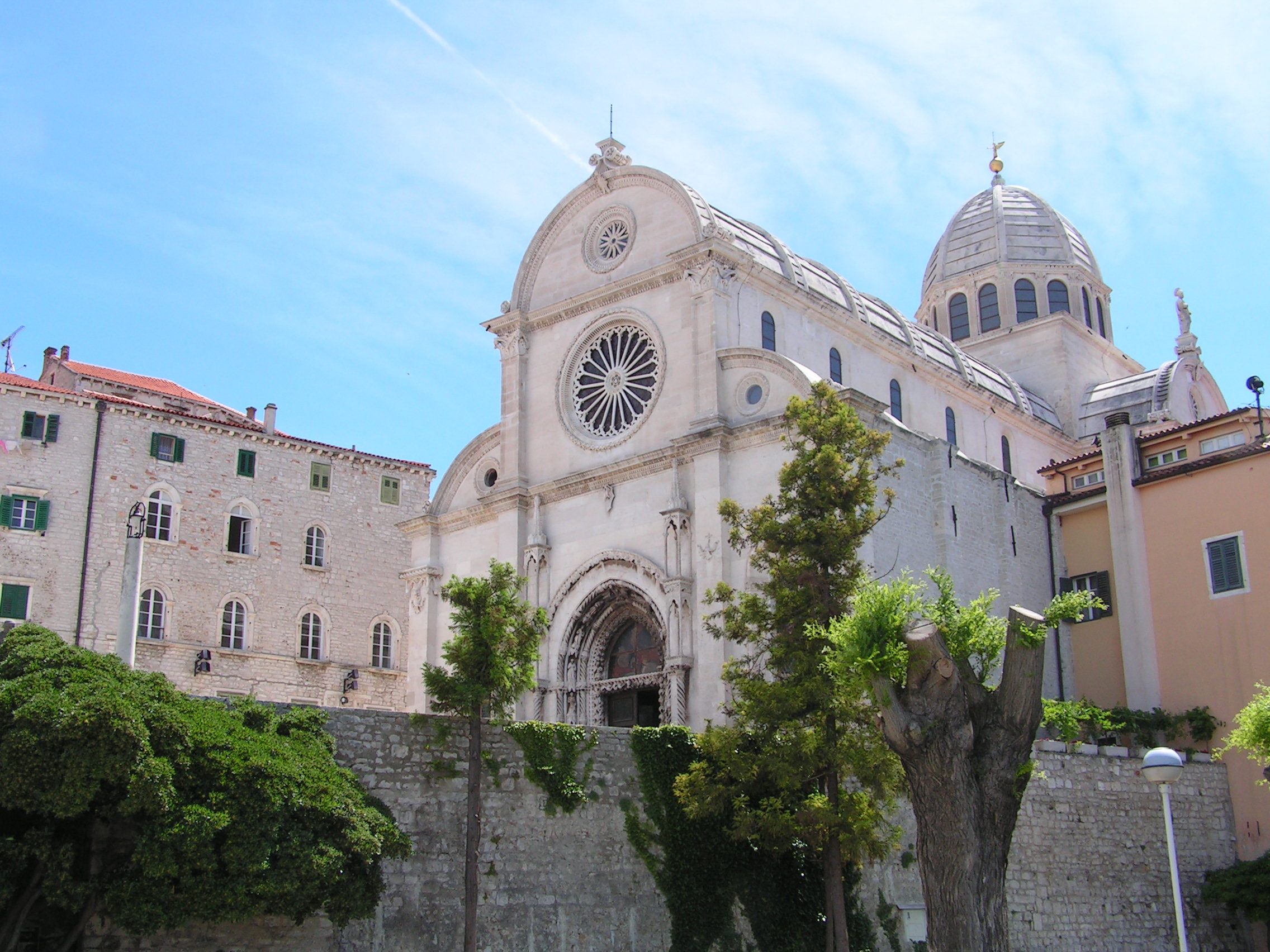
1991년 9월 포격으로 피해를 입은 시베니크의 시베니크 대성당

JNA는 이 전투에서 패배했고, 이후 이 전투는 "9월 전쟁"(Rujanski rat)이라는 별명을 얻었다. 이 전투에서의 총 손실은 보고되지 않았다. ZNG와 크로아티아 경찰은 전투에서 3명의 사망자와 49명의 부상자를 냈다. 동시에 민간인 7명이 사망하고 64명이 부상을 입었다. JNA 포병은 이후 100일 동안 시베니크에 간헐적인 포격을 계속하여 추가 사상자와 피해를 발생시켰다. 피해를 입은 건물 중에는 유네스코 세계유산인 시베니크 대성당이 포함되었다. 《뉴욕 타임스》 사설은 대성당 폭격을 크로아티아 유산에 대한 "계산된 공격"의 일부로 규정했다. 전투 중에 빌리체와 콘스코의 변전소가 파괴되어 달마티아의 배전이 중단되었다.
시베니크-스플리트 지역에 보관된 JNA 시설 철수 및 압수된 영토방위군 무기 인계는 11월 21일 합의되었다. 이 과정 내내 긴장은 고조되었고, JNA는 크닌에서 시베니크와 스플리트로 돌파하여 그곳의 병력 포위를 해제하기 위한 비상 계획을 세웠는데, 각각 작전명 코스트-91(Operacija Obala-91)과 허리케인-91(Operacija Orkan-91)로 불렸다. 시베니크의 모든 JNA 시설과 압수된 영토방위군 무기는 12월 10일까지 크로아티아 정부에 인계되었다.
전투에 대한 뉴스 보도는 제체보의 ZNG 대공포가 유고슬라비아 공군 소코 J-21 야스트레브에 발포하여 유도 미사일로 다른 J-21에 명중하는 TV 영상을 담고 있었다. 두 대의 비행기가 격추되었다는 외침으로 끝나는 이 영상은 크로아티아에서 선전과 사기 측면에서 가장 중요한 자료 중 하나가 되었다. 그럼에도 불구하고 이 영상은 논란의 여지가 있었는데, 첫 번째 비행기가 땅이나 바다로 떨어지는 모습은 보이지 않고, 비행기의 대포 발사나 대공포 피해로 인한 연기로 다양하게 해석되는 연기 한 줄기를 뿜으며 수평선으로 하강하는 모습만 보이기 때문이다. 첫 번째 J-21 격추는 확인되지 않았지만, 제240전투폭격기비행대 소속 크로아티아인 조종사 발터 유르시치(Valter Juršić)가 조종하던 두 번째 J-21은 네벤 리바이치(Neven Livajić)에 의해 9K38 이글라로 격추되었고, 비행기 잔해가 회수되었다.
전투 이후 불거진 또 다른 논란은 지레섬 해안포 포대와 관련이 있다. 포대의 역할 범위는 여단장 라힘 아데미와 당시 시베니크에서 다양한 직책을 맡았던 13명의 ZNG 및 경찰관 사이에 논쟁이 있었는데, 아데미는 다리가 포의 사정거리를 벗어났다고 주장했고, 다른 이들은 아데미의 평가가 틀렸다고 주장했다. 전쟁 후 포는 지레섬에서 제거되었다. 2010년 기준 현재 두 문은 박물관 전시물로 지레섬으로 돌아갈 준비를 위해 개보수되었다.
이 전투는 매년 9월 시베니크에서 기념된다. 전투 중 시베니크와 그 주변을 다룬 다큐멘터리 영화 두 편이 있는데, 마테아 샤리치(Matea Šarić)의 "우리 도시도 행복해질 것이다"(I moj će grad biti sretan)와 시메 스트리코만(Šime Strikoman)의 "9월 전쟁 1991년, 시베니크-보디체"(Rujanski rat 1991. Šibenik–Vodice)이다.

## 참고 문헌
서적
- 중앙정보국, Office of Russian and European Analysis (2002). 《Balkan Battlegrounds: A Military History of the Yugoslav Conflict, 1990–1995》. Washington, D.C.: Central Intelligence Agency. ISBN 978-0-16-066472-4. OCLC 50396958.
- 《Eastern Europe and the Commonwealth of Independent States》. London, England: Routledge. 1999. ISBN 978-1-85743-058-5.
- Gow, James (2003). 《The Serbian Project and Its Adversaries: A Strategy of War Crimes》. London, England: C. Hurst & Co. 154–155쪽. ISBN 978-1-85065-646-3.
- Hoare, Marko Attila (2010). 〈The War of Yugoslav Succession〉.   Ramet, Sabrina P. 《Central and Southeast European Politics Since 1989》. Cambridge, England: Cambridge University Press. 111–136쪽. ISBN 978-1-139-48750-4.
- 루시치, 요시프, 편집. (2013). 《4. gardijska brigada Hrvatske vojske - Pauci》 [크로아티아군 제4수비여단 - 거미들]. Zagreb, Croatia: Despot Infinitus. ISBN 978-953-7892-05-0.
- Mojzes, Paul (2011). 《Balkan Genocides: Holocaust and Ethnic Cleansing in the Twentieth Century》. Lanham, Maryland: Rowman & Littlefield. ISBN 978-1-4422-0663-2.
- Ramet, Sabrina P. (2006). 《The Three Yugoslavias: State-Building And Legitimation, 1918–2006》. Bloomington, Indiana: Indiana University Press. ISBN 978-0-253-34656-8.
- Silber, Laura; Little, Allan (1996). 《The death of Yugoslavia》. London, England: 펭귄 북스. ISBN 978-0-14-026168-4.

학술지 논문
- 브리고비치, 이반 (October 2011). 《Odlazak Jugoslavenske narodne armije s područja Zadra, Šibenika i Splita krajem 1991. i početkom 1992. godine》 [1991년 말과 1992년 초 자다르, 시베니크, 스플리트 지역에서 유고슬라비아 인민군 철수]. 《Journal of Contemporary History》 (크로아티아어) 43 (Croatian Institute of History). 415–452쪽. ISSN 0590-9597.
- 마리얀, 다보르 (December 2003). 《"Jedinstvo" – Posljednji ustroj JNA》 ["통일" - JNA의 마지막 전투 서열]. 《Polemos: Journal of Interdisciplinary Research on War and Peace》 (크로아티아어) 6 (Croatian Sociological Association and Jesenski & Turk Publishing House). 11–47쪽. ISSN 1331-5595.
- 마리얀, 다보르 (November 2012). 《Zamisao i propast napadne operacije Jugoslavenske narodne armije na Hrvatsku u rujnu 1991. godine》 [1991년 9월 유고슬라비아 인민군의 크로아티아 공격 작전의 개념과 실패]. 《Journal of Contemporary History》 (크로아티아어) 44 (Croatian Institute of History). 251–275쪽. ISSN 0590-9597.
- 루지치, 슬라벤 (December 2011). 《Razvoj hrvatsko-srpskih odnosa na prostoru Benkovca, Obrovca i Zadra u predvečerje rata (ožujak - kolovoz 1991. godine)》 [전쟁 직전 벤코바츠, 오브로바츠, 자다르 지역의 크로아티아-세르비아 관계 발전 (1991년 3월~8월)]. 《Journal - Institute of Croatian History》 (크로아티아어) 43 (Institute of Croatian History, Faculty of Philosophy Zagreb). 399–425쪽. ISSN 0353-295X.

뉴스 보도
- 알라치, 즈본코 (2011년 9월 21일). “"둘 다! 둘 다 격추!": 희망을 되찾고 역사에 남은 영상과 문구” ["Both of them! Both are down!": Footage which restored hope and phrase that went down in history] (크로아티아어). Index.hr. 2011년 12월 24일에 원본 문서에서 보존된 문서.
- 벨라미, 크리스토퍼 (1992년 10월 10일). “크로아티아는 무기 금수 조치를 피하기 위해 '연락망'을 구축했다”. 《인디펜던트》. 2012년 11월 10일에 원본 문서에서 보존된 문서.
- 블라제비치, 다보르카; 스티파니체프, 닉샤. “코소르 시베니크에서: 크로아티아의 미래는 수비수들과 투지만 박사 없이는 불가능했을 것이다” [Kosor in Šibenik: Croatia would have no future were there no defenders and Tuđman]. 《Slobodna Dalmacija》 (크로아티아어).
- 블라제비치, 다보르카 (2010년 8월 7일). “"크로아티아의 장미"는 아직 지레 포대로 돌아가지 못하고 있다” ["Croatian Rose" still awaits return to Žirje battery]. 《Slobodna Dalmacija》 (크로아티아어). 2013년 9월 26일에 원본 문서에서 보존된 문서.
- 블라제비치, 다보르카 (2010년 9월 14일). “라힘 아데미: 지레의 총들은 시베니크를 전혀 방어하지 못했다!” [Rahim Ademi: Guns on Žirje did not defend Šibenik at all!]. 《Slobodna Dalmacija》 (크로아티아어). 2012년 2월 2일에 원본 문서에서 보존된 문서.
- 블라제비치, 다보르카 (2010년 9월 18일). “프라네 프르키치: 내 중대가 시베니크 다리에 제일 먼저 도착했다” [Frane Frkić: My company was the first at the Šibenik Bridge]. 《Slobodna Dalmacija》 (크로아티아어). 2013년 6월 20일에 원본 문서에서 보존된 문서.
- 엥겔베르그, 스티븐 (1991년 3월 3일). “베오그라드, 크로아티아 마을로 병력 파견”. 《The New York Times》. 2013년 10월 2일에 원본 문서에서 보존된 문서.
- 페리치, 다이아나 (2007년 11월 27일). “지레 대포는 관광 명소이다” [Žirje guns are a tourist attraction]. 《Slobodna Dalmacija》 (크로아티아어). 2009년 3월 29일에 원본 문서에서 보존된 문서.
- 페리치, 스탄코 (2009년 4월 15일). “아데미와 부코시치 폭풍 작전에 대해 강의” [Ademi and Vukošić lecture on the Storm]. 《유타르니 리스트》 (크로아티아어). 2010년 9월 16일에 원본 문서에서 보존된 문서. 2013년 6월 11일에 확인함.
- 마티치, 야드란카 (2006년 3월 2일). “믈라디치의 범죄는 (또한) 스플리트 법정에 넘겨졌다” [Mladić's crimes (also) brought before Split court]. 《Slobodna Dalmacija》 (크로아티아어). 2013년 12월 1일에 원본 문서에서 보존된 문서.
- 필리치, 다미르 (2009년 9월 26일). “요반도 크로아티아를 방어했다” [Jovan also defended Croatia]. 《Slobodna Dalmacija》 (크로아티아어). 2012년 8월 30일에 원본 문서에서 보존된 문서.
- 시마츠, 고란 (2010년 9월 15일). “"9월 전쟁"의 열세 사령관이 아데미를 비판한다” [Thirteen commanders of the "September war" criticise Ademi]. 《Večernji list》 (크로아티아어). 2013년 12월 1일에 원본 문서에서 보존된 문서.
- 시마츠, 고란 (2011년 6월 3일). “일본인은 30일 만에 고속도로를 건설하는데, 우리는 다리를 수리하는 데 1년이 걸린다” [Japanese build a motorway in 30 days, we take a year to repair a bridge]. 《베체르니 리스트》 (크로아티아어). 2013년 12월 1일에 원본 문서에서 보존된 문서.
- 수데티치, 척 (1991년 4월 2일). “반군 세르비아인들, 유고슬라비아 통합의 균열을 복잡하게 만들다”. 《The New York Times》. 2013년 10월 2일에 원본 문서에서 보존된 문서.
- 탈리야슈, 안테 (2001년 9월 15일). “맨손으로 전차에 맞서다” [Empty-handed against tanks]. 《Slobodna Dalmacija》 (크로아티아어). 2010년 11월 27일에 원본 문서에서 보존된 문서.
- “유고슬라비아 불안 고조, 도로 봉쇄”. 《The New York Times》. 로이터. 1990년 8월 19일. 2013년 9월 21일에 원본 문서에서 보존된 문서.
- “크로아티아 약탈”. 《The New York Times》. 1991년 9월 22일. 2012년 11월 11일에 원본 문서에서 보존된 문서.
- 부쿠시치, 아니타 (2011년 9월 20일). “9월 전쟁 - 파코보 셀로 전투 20주년” [September War - 20 years after the Pakovo Selo Battle] (크로아티아어). Radio Drniš. 2013년 12월 1일에 원본 문서에서 보존된 문서. 2013년 6월 11일에 확인함.

기타 자료
- 안티치, 보슈코 (2018년 9월 16일). “1991년 임무 중 사망한 해군 장병들” [Members of the Navy who fell on duty in 1991] (크로아티아어). Jadovno '41. 2024년 7월 18일에 확인함.
- 추투라, 딘코 (June 2010). 《총 - 시베니크의 수비수들》 [Guns - defenders of Šibenik]. 《Hrvatski Vojnik》 (크로아티아어) (Ministry of Defence (Croatia)). ISSN 1333-9036. 2010년 7월 29일에 원본 문서에서 보존된 문서.
- “시베니크 다리 방어 20주년” [Twenty years since defence of the Šibenik Bridge] (크로아티아어). 시베니크시. 2011년 9월 22일. 2013년 12월 1일에 원본 문서에서 보존된 문서.
- 나조르, 안테 (September 2010). 《1991년 달마티아에서 JNA와 반군 세르비아인의 공격 작전에 대한 문서 (1부)》 [Documents on offensive operations of the JNA and the rebel Serbs in Dalmatia in 1991 (Part 1)]. 《흐르바트스키 보이니크》 (크로아티아어) (크로아티아 국방부). ISSN 1333-9036. 2013년 11월 30일에 원본 문서에서 보존된 문서. 2013년 6월 11일에 확인함.
- 나조르, 안테 (October 2010). 《1991년 달마티아에서 JNA와 반군 세르비아인의 공격 작전에 대한 문서 (2부)》 [Documents on offensive operations of the JNA and the rebel Serbs in Dalmatia in 1991 (Part 2)]. 《Hrvatski Vojnik》 (크로아티아어) (Ministry of Defence (Croatia)). ISSN 1333-9036. 2013년 11월 30일에 원본 문서에서 보존된 문서. 2013년 6월 11일에 확인함.
- 나조르, 안테 (October 2010). 《1991년 달마티아에서 JNA와 반군 세르비아인의 공격 작전에 대한 문서 (3부)》 [Documents on offensive operations of the JNA and the rebel Serbs in Dalmatia in 1991 (Part 3)]. 《Hrvatski Vojnik》 (크로아티아어) (Ministry of Defence (Croatia)). ISSN 1333-9036. 2013년 11월 30일에 원본 문서에서 보존된 문서. 2013년 6월 11일에 확인함.
- 나조르, 안테 (October 2010). 《1991년 달마티아에서 JNA와 반군 세르비아인의 공격 작전에 대한 문서 (4부)》 [Documents on offensive operations of the JNA and the rebel Serbs in Dalmatia in 1991 (Part 4)]. 《Hrvatski Vojnik》 (크로아티아어) (Ministry of Defence (Croatia)). ISSN 1333-9036. 2013년 12월 1일에 원본 문서에서 보존된 문서.
- “검찰 대 밀란 마르티치 – 판결” (PDF). 구유고슬라비아 국제형사재판소. 2007년 6월 12일.
- 렐야노비치, 마리요 (November 2001). 《아드리아해 방어의 크로아티아 해군》 [Croatian Navy in defence of the Adriatic]. 《Hrvatski Vojnik》 (크로아티아어) (Ministry of Defence (Croatia)). ISSN 1333-9036. 2013년 10월 2일에 원본 문서에서 보존된 문서.